# Абдулах Отајф
Абдулах Ибрахим Отајф (арап. عبدالله عطيف‎, романизовано Abdullah Ibrahim Otayf; Ријад, 3. август 1992) професионални је саудијски фудбалер који игра у средини терена на позицији дефанзивног везног играча.

## Клупска каријера
Професионалну каријеру започео је у редовима екипе Ал Шабаба из родног Ријада. У сезони 2012/13. играо је за португалског трећелигаша Лолетана, али без неког већех успеха. По повратку у родну земљу потписује уговор са најбољим саудијском клубом Ал Хилалом.

## Репрезентативна каријера
Шахрани је играо за младу репрезентацију Саудијске Арабије на светском првенству за играче до 20 година 2011. у Колумбији.
За сениорску репрезентацију Саудијске Арабије дебитовао је 5. децембра 2012. у пријатељској утакмици против селекције Замбије. Први гол за репрезентацију постигао је недељу дана касније у утакмици другог кола западноазијског првенства против селекције Јемена.
Био је део националног тима и на Светском првенству 2018. у Русији, где је одиграо све три утакмице свог тима у  групи А.

## Успеси и признања
ФК Ал Хилал
- Саудијско првенство (2): 2016/17, 2017/18.
- Саудијски куп (1): 2016/17.
- Куп престолонаследника (2): 2012/13, 2015/16.
- Саудијски суперкуп (1): 2015/16.